# Kielpa
Kielpa är en ort i Australien. Den ligger i kommunen Cleve och delstaten South Australia, omkring 270 kilometer nordväst om delstatshuvudstaden Adelaide. Antalet invånare är 145.
Trakten runt Kielpa är nära nog obefolkad, med mindre än två invånare per kvadratkilometer.. Närmaste större samhälle är Darke Peak, omkring 13 kilometer norr om Kielpa.
Trakten runt Kielpa består till största delen av jordbruksmark. Genomsnittlig årsnederbörd är 454 millimeter. Den regnigaste månaden är juni, med i genomsnitt 90 mm nederbörd, och den torraste är oktober, med 8 mm nederbörd.